# Munididae
Famille
Les Munididae sont une famille de crustacés décapodes du groupe des galathées.

## Liste des genres
Selon World Register of Marine Species (15 février 2016) :
- genre Agononida Baba & de Saint Laurent, 1996
- genre Anomoeomunida Baba, 1993
- genre Anoplonida Baba & Saint Laurent, 1996
- genre Babamunida Cabezas, Macpherson & Machordom, 2008
- genre Bathymunida Balss, 1914
- genre Cervimunida Benedict, 1902
- genre Crosnierita Macpherson, 1998
- genre Enriquea Baba, 2005
- genre Hendersonida Cabezas & Macpherson, 2014
- genre Heteronida Baba & Saint Laurent, 1996
- genre Munida Leach, 1820
- genre Neonida Baba & Saint Laurent, 1996
- genre Onconida Baba & Saint Laurent, 1996
- genre Paramunida Baba, 1988
- genre Plesionida Baba & Saint Laurent, 1996
- genre Pleuroncodes Stimpson, 1860
- genre Raymunida Macpherson & Machordom, 2000
- genre Sadayoshia Baba, 1969
- genre Setanida Macpherson, 2006
- genre Tasmanida Ahyong, 2007
- genre Torbenella Baba, 2008

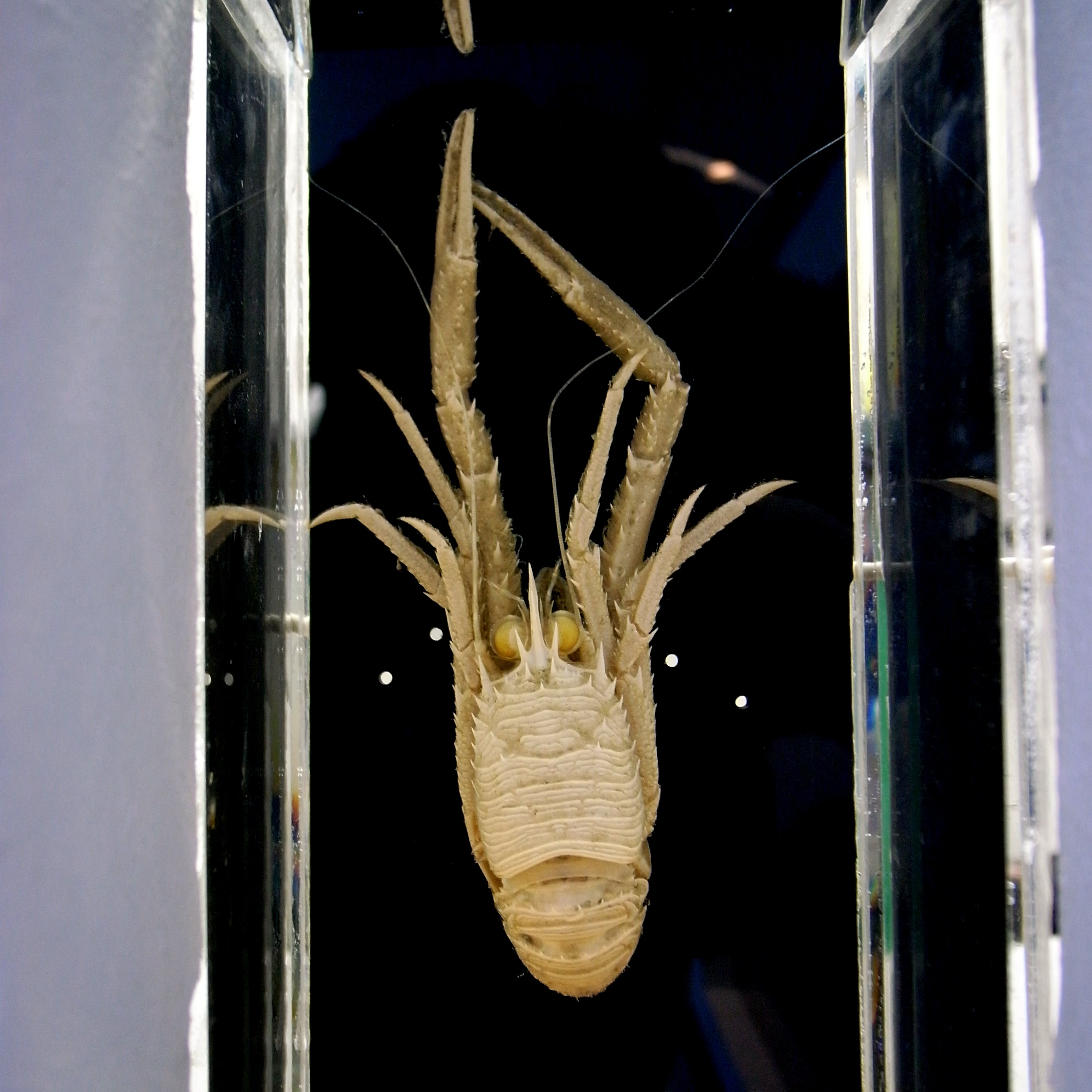
Cervimunida princeps.
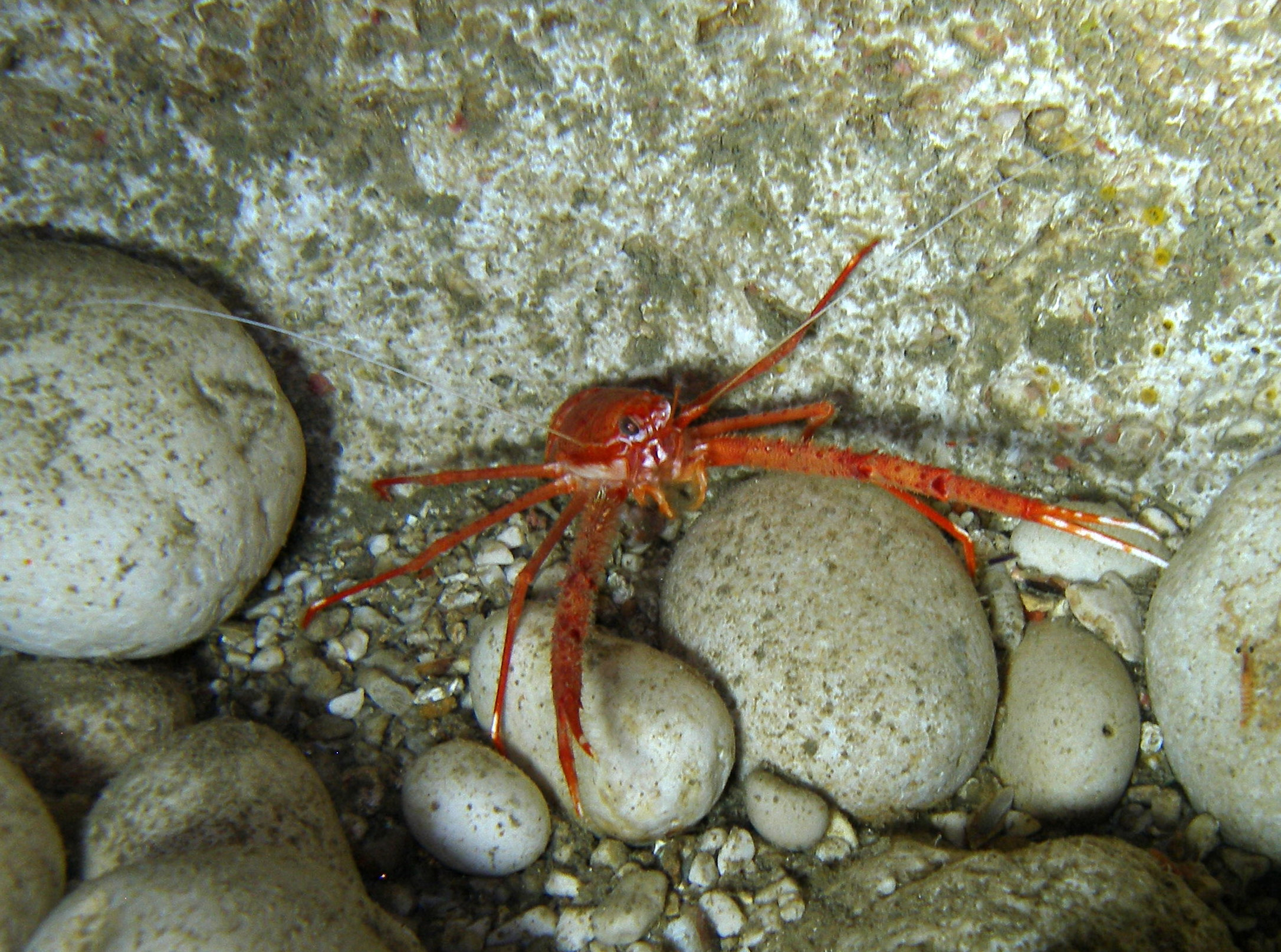
Munida Rugosa.
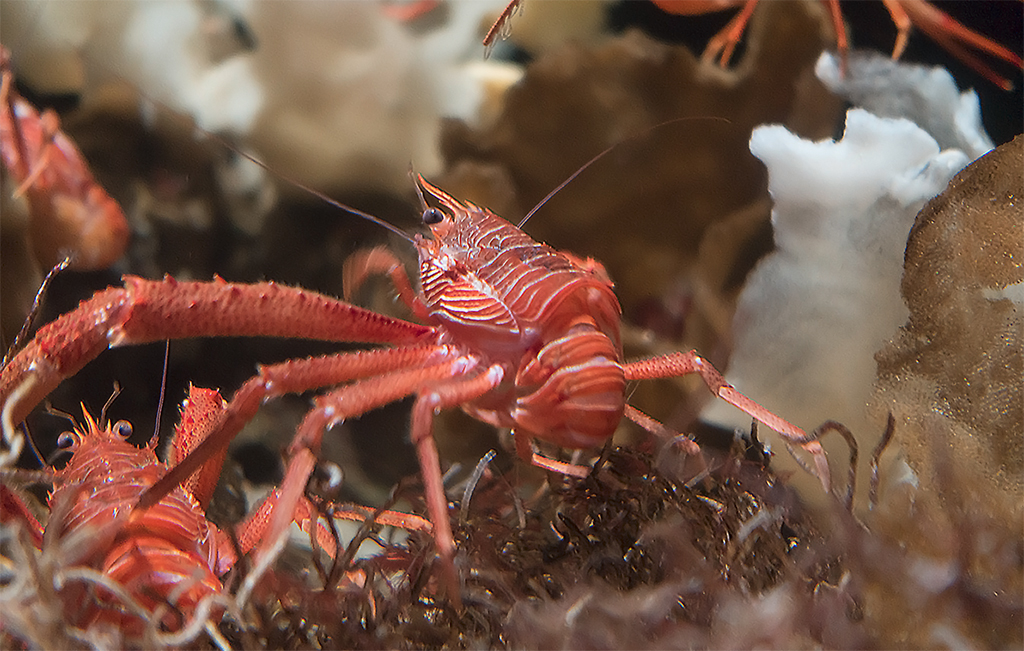
Pleuroncodes planipes.

## Publication originale
- (en) Shane T. Ahyong, Keiji Baba, Enrique Macpherson et Gary C. B. Poore, « A new classification of the Galatheoidea (Crustacea: Decapoda: Anomura) », Zootaxa, Magnolia Press (d), vol. 2676, no 1,‎ 15 novembre 2010, p. 57 (ISSN 1175-5334 et 1175-5326, OCLC 49030618, DOI 10.11646/ZOOTAXA.2676.1.4, lire en ligne).